# Bregare Point
Der Bregare Point (englisch; bulgarisch нос Брегаре nos Bregare) ist eine 2 km lange Landspitze im Nordosten der Strescher-Halbinsel an der Graham-Küste des Grahamlands auf der Antarktischen Halbinsel. Sie ragt 5,1 km südsüdöstlich des Starmen Point, 1,4 km südöstlich von Conway Island und 3 km südwestlich derjenigen Landspitze, die vom Lens Peak ausgeht, in die Crates Bay hinein.
Britische Wissenschaftler kartierten sie 1976. Die bulgarische Kommission für Antarktische Geographische Namen benannte sie 2015 nach der Ortschaft Bregare im Norden Bulgariens.